# Burning Man

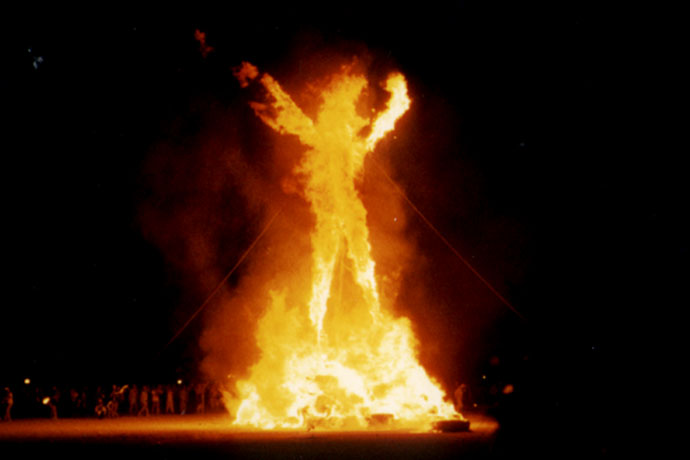
Liên hoan Burning Man được đặt tên theo lễ đốt hình nộm tối thứ bảy.

Burning Man (tiếng Anh của "người bị đốt") là một dự án nổi tiếng về đại hội được tổ chức từ ngày 30/8 tới 7/9 hằng năm.  Đây là lễ hội văn hóa, âm nhạc, nghệ thuật được tổ chức hàng năm ở sa mạc Black Rock, Nevada, Mỹ, nhằm tôn vinh những tư tưởng cấp tiến, nó đón tiếp tất cả khách tham quan từ mọi nơi trên thế giới. Lễ hội Burning Man từng được bình chọn là một trong 10 lễ hội lớn nhất thế giới.
Chủ đề của Burning Man 2015 là "Carnival of Mirrors", tạm dịch là "Lễ hội của gương soi". Chủ đề năm nay xoay quanh 4 thứ là Mirrors (gương), Masks (mặt nạ), Mazes (mê cung) và Merger (sự hợp nhất).
Pháo bông được bắn lên trước thời khắc "the Man" (tượng gỗ cao 22 mét) chuẩn bị được đốt cháy, đây là thời điểm đỉnh cao của lễ hội Burning Man hàng năm. Khi đi nên mang theo kính chống nắng-trang bị tối thiểu-để bảo vệ cơ thể vì sa mạc nắng nóng, chói mắt và có nhiều bụi cát.

## Hình ảnh

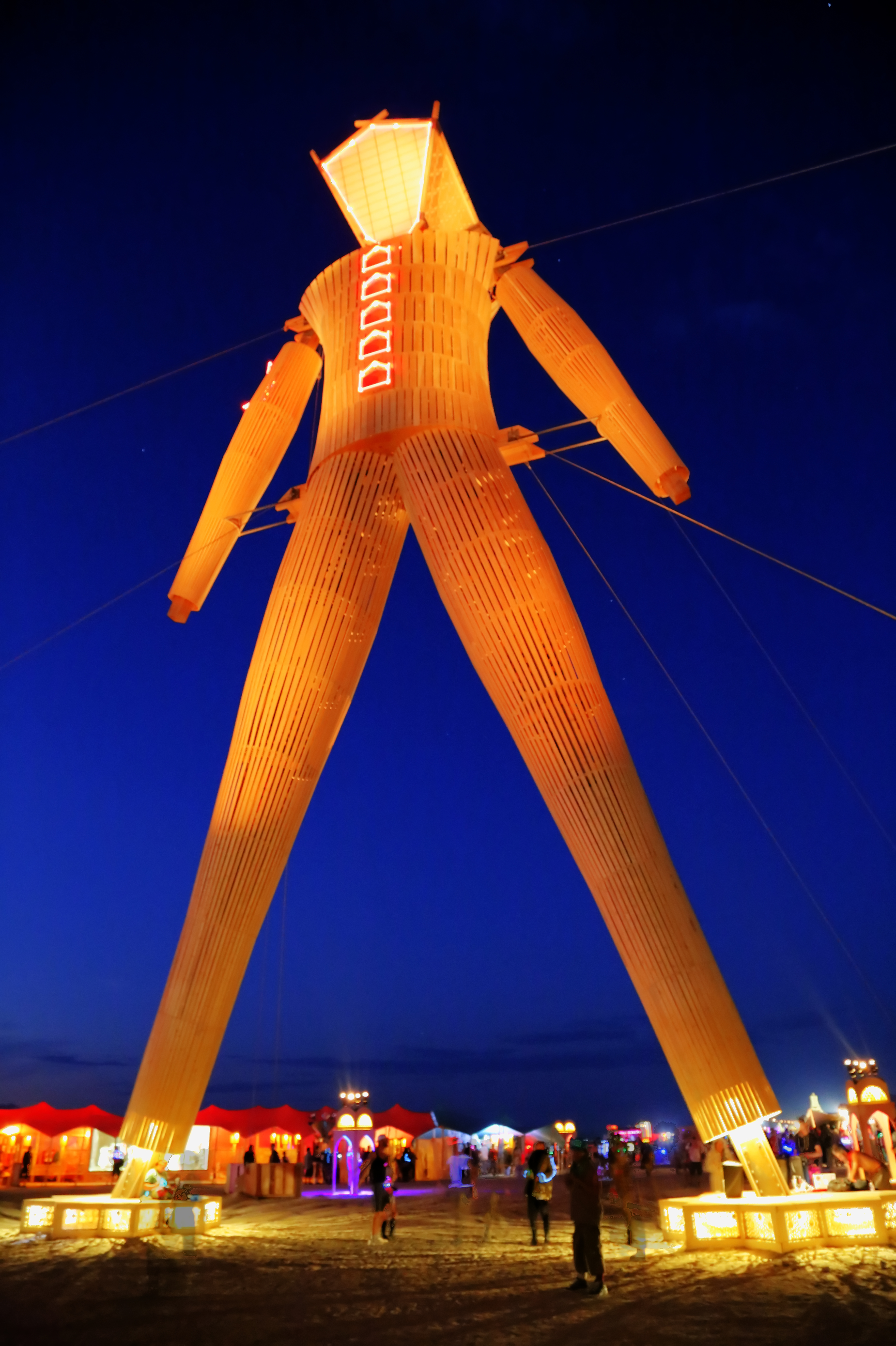
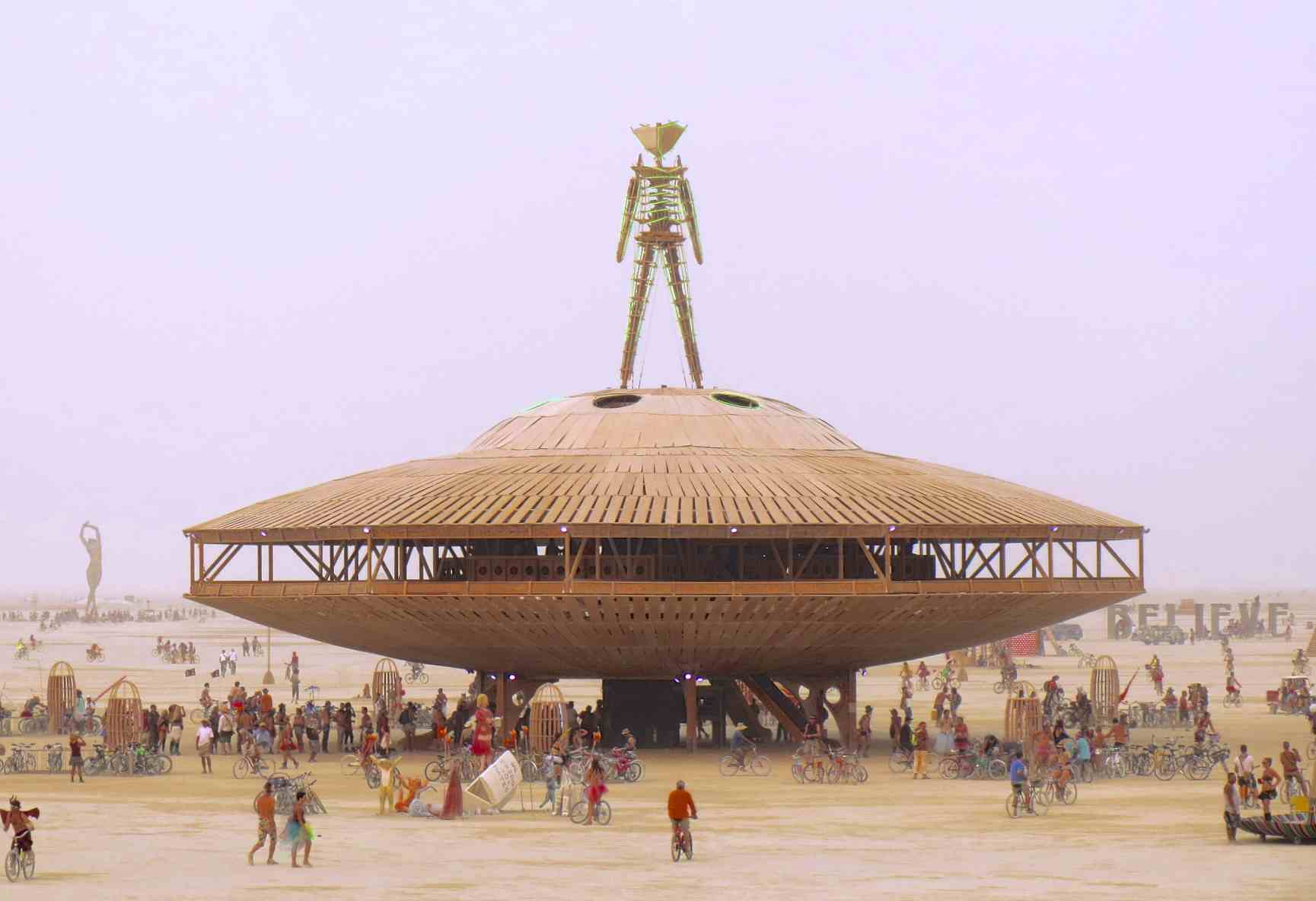
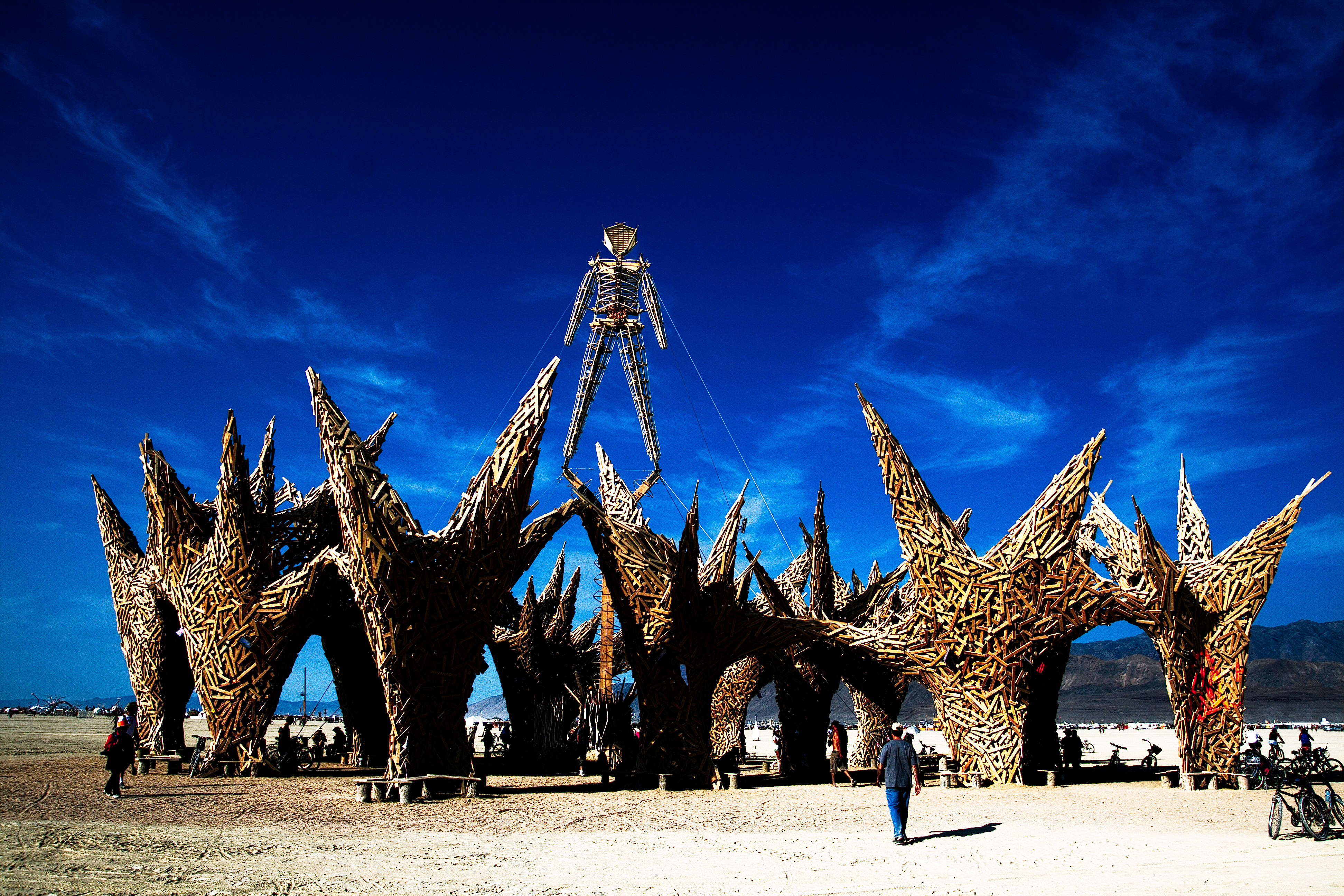
Một số hình ảnh minh họa về lễ hội Burning Man